# IC 4889
Galaxie
IC 4889 est une galaxie elliptique de type E5 dans la constellation du Télescope.
- Ascension droite : 19h 41m 20s
- Déclinaison : 54° 29′
- Dimensions apparentes :  1,6′ × 0,8′
- Magnitude : 12

IC 4889 est une galaxie elliptique très allongée réservée à l'hémisphère sud.
Elle se trouve à mi-chemin entre les étoiles Êta du Télescope et Ksi du Télescope. Il faut utiliser un télescope ouvert de 150 mm pour bien voir cette galaxie.